# Catasetum franchinianum
Catasetum franchinianum är en orkidéart som beskrevs av Kleber Garcia de Lacerda. Catasetum franchinianum ingår i släktet Catasetum och familjen orkidéer. Inga underarter finns listade i Catalogue of Life.